# Concert du nouvel an 2025 à Vienne
Le concert du nouvel an 2025 de l'orchestre philharmonique de Vienne, qui a lieu le 1er janvier 2025, est le 85e concert du nouvel an donné au Musikverein, à Vienne, en Autriche.
Le 1er janvier 2024, l’orchestre philharmonique de Vienne communique le nom du chef qui dirigera le concert à venir : il s'agit pour la septième fois de l'Italien Riccardo Muti, quatre ans après sa dernière apparition.
Seules deux pièces sur les dix-sept au total y sont jouées pour la première fois, dont Ferdinandus-Walzer de Constanze Geiger, laquelle est également la première œuvre d'une compositrice à être interprétée au concert du nouvel an.

## Programme
Les pièces suivies d'un astérisque (*) sont jouées pour la première fois.

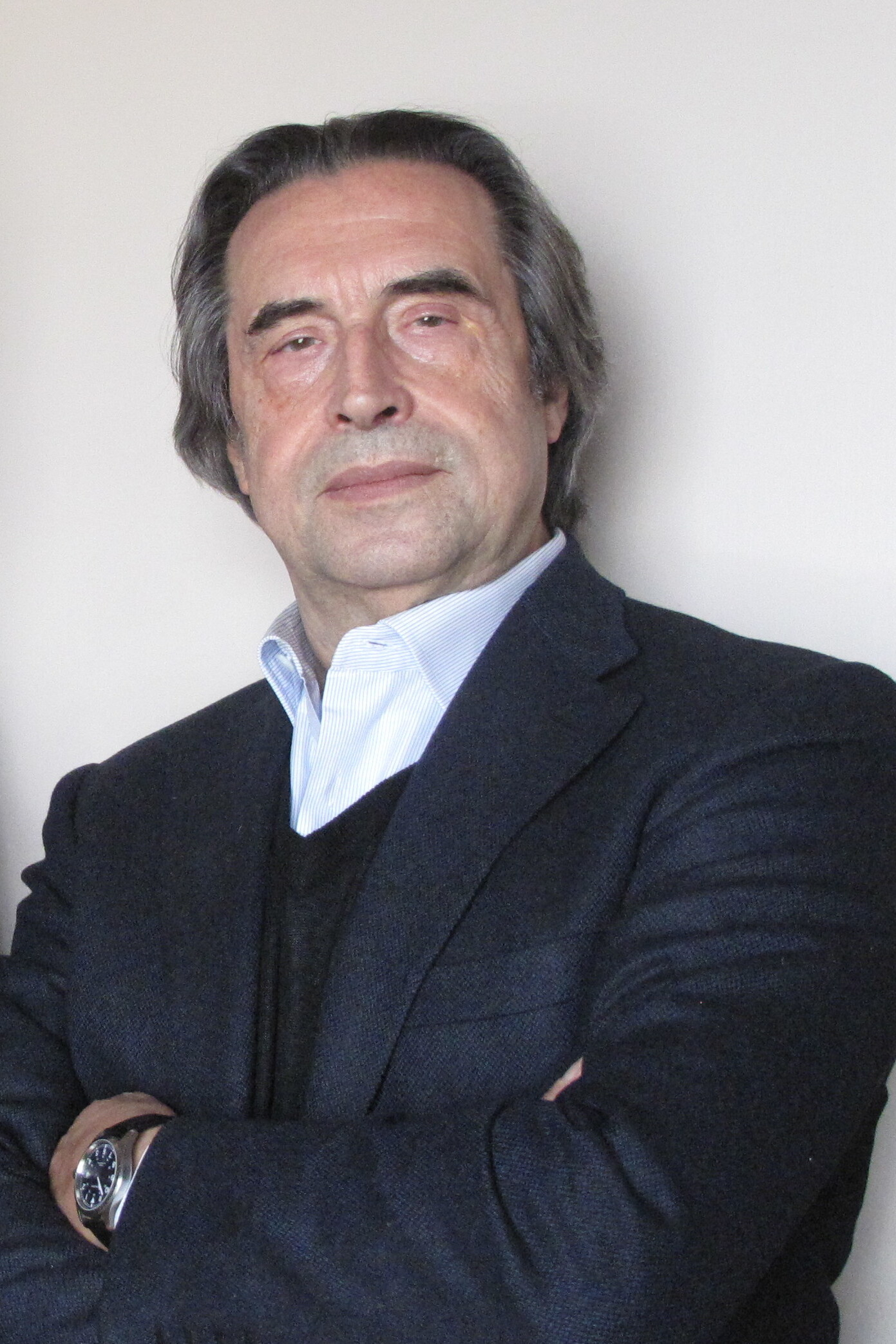
Riccardo Muti en 2012.

### Première partie
1. Johann Strauss I : Freiheits-Marsch, marche, op. 226
2. Josef Strauss : Dorfschwalben aus Österreich, valse, op. 164
3. Johann Strauss II : Demolirer-Polka, polka française, op. 269
4. Johann Strauss II : Lagunen-Walzer, valse, op. 411
5. Eduard Strauss : Luftig und Duftig, polka rapide, op. 206

### Deuxième partie
1. Johann Strauss II : Der Zigeunerbaron, ouverture
2. Johann Strauss II : Accelerationenn, valse, op. 234
3. Joseph Hellmesberger, Jr : Fidele-Brüder-Marsch, marche extraite de Das Veilchenmädel *
4. Constanze Geiger : Ferdinandus-Walzer, valse, op. 10 (arrangement : W. Dörner) *
5. Johann Strauss II : Entweder, oder!, polka rapide, op. 403
6. Josef Strauss : Transactionen, valse, op. 184
7. Johann Strauss II : Annen-Polka, polka, op. 117
8. Johann Strauss II : Tritsch-Tratsch-Polka, polka rapide, op. 214
9. Johann Strauss II : Wein, Weib und Gesang, valse, op. 333

### Rappels
1. Johann Strauss II : Die Bajadere, polka rapide, op. 351
2. Johann Strauss II : An der schönen, blauen Donau ; valse, op. 314
3. Johann Strauss I : Radetzky-Marsch, marche, op. 228

## Captation télévisée
Les séquences dansées par le Wiener Staatsballett (de) ont été enregistrées au préalable.

## Diffusion télévisée
En France, le concert est présenté pour la première fois par François-Xavier Szymczak, en remplacement de Benoît Duteurtre, mort en juillet précédent.